# 宮川村 (富山県中新川郡)
宮川村（みやがわむら）は、かつて富山県中新川郡にあった村。
村名は、近世に上市川が乱流して若杉の日吉社付近を流れていたため、宮川と呼ばれていたことにちなんで名付けられた。

## 沿革
- 1889年（明治22年）4月1日 - 町村制の施行により、上新川郡森尻村、江上村、弥市新村、東竹鼻村、石仏村、東江上村、大永田村、中小泉村、砂田新村、中江上村、西川原新村、江又村、若杉村、若杉新村及び太郎右衛門新村の区域をもって、中新川郡宮川村が発足する。
- 1896年（明治29年）3月29日 - 郡制の施行のため、上新川郡の区域から分立して、中新川郡が発足により、中新川郡に所属となる。
- 1915年（大正4年） - 大字西川原村が大字中江上、大字太郎右衛門新が大字若杉新に、大字砂田新が大字江又にそれぞれ合併[2]。
- 昭和初期 - 大字東竹鼻が竹鼻、大字弥市新が弥市と改称[2]。
- 1953年（昭和28年）9月10日 - 中新川郡上市町、柿沢村、大岩村、宮川村、南加積村及び山加積村が合併して、中新川郡上市町が発足する。

## 歴代村長
出典→
- 初代：見田作吉（1889年5月25日 - 1889年8月7日）
- 2 - 4代：酒井十美治（1889年9月11日 - 1898年10月5日）

この間、中新川郡書記の職務管掌
- 5代：岩城穀一（1900年5月7日 - 1901年3月14日）
- 6代：林宗哲（1901年4月6日 - 1904年2月10日、中新川郡書記の事務管掌）
- 7 - 12代：高城宗五郎（1904年3月1日 - 1926年9月14日、7代目と8代目の間は中新川郡書記の事務管掌終了後〔1903年11月25日 - 1904年2月28日〕）
- 13代：岩城六郎（1926年10月5日 - 1930年4月24日）
- 14代：土井常治（1930年5月14日 - 1934年5月13日）
- 15代：松波栄太郎（1934年5月14日 - 1936年3月15日）
- 16 - 18代：細川藤二（1936年3月19日 - 1945年12月10日）
- 19：高城三郎（1945年12月20日 - 1946年12月5日）
- 20、21代：青木憲治（1947年4月6日 - 1953年9月9日、ここから公選）